# Langenegg
Langenegg é um município da Áustria, situado no distrito de Bregenz, no estado de Vorarlberg. Tem 10,46 km² de área e sua população em 2019 foi estimada em 1.446 habitantes.